# Tobia al Ierusalimului
Tobias al Ierusalimului, a fost în secolul al II-lea, al cincilea episcop al Ierusalimului. El îl cunoștea pe Tadeu din Edessa care era implicat în vindecare, fiind unul dintre Cei Șaptezeci (Luca 10:1, 17). 
Potrivit lui Eusebiu el a fost creștin evreu născut din părinți evrei, care au ținut Legea Torei.
Ziua praznicului lui este pe 17 decembrie.